# Tadeusz Chromecki
Tadeusz Chromecki, ps. „Bieske”, „Doktor” (ur. 7 sierpnia 1904 w Czarnożyłach, zm. 22 lutego 1957) – polski dyplomata.

## Życiorys
Urodził się 7 sierpnia 1904 w Czarnożyłach, w rodzinie Mariusza i Jadwigi z Eborowiczów. Ukończył Gimnazjum Państwowe im. Staszica w Lublinie, następnie, w 1926, wydział prawa Uniwersytetu Warszawskiego oraz Wyższą Szkołę Dziennikarsko-Publicystyczną Wolnej Wszechnicy Polskiej. Podjął służbę w Ministerstwie Spraw Zagranicznych II Rzeczypospolitej, pracował jako radca i kierownik referatu w Biurze Personalnym. W latach 1927–1928 pracował w Konsulacie Generalnym RP w Paryżu. W 1929 uzyskał tytuł naukowy doktora na uniwersytecie w Paryżu. Od 1929 do 1931 attaché Poselstwa RP w Moskwie. W 1933 pracował w Delegaturze RP w Genewie. Na stopień podporucznika rezerwy został mianowany ze starszeństwem z 1 stycznia 1934 i 1372. lokatą w korpusie oficerów piechoty.
W latach 1933–1938 sekretarz Ambasadora RP przy Kwirynale.
Po wybuchu II wojny światowej i nastaniu okupacji niemieckiej zaangażował się w działalność konspiracyjną. Działał jako naczelnik Wydziału Politycznego Departamentu (Sekcji) Spraw Zagranicznych „Moc” Delegatury Rządu na Kraj. Brał udział w powstaniu warszawskim 1944. Po jego upadku opuścił stolicę wraz z ludnością cywilną.
Po wojnie wstąpił do służby w Ministerstwie Spraw Zagranicznych Polski Ludowej. Pełnił stanowisko naczelnika Wydziału Zachodniego MSZ od 1945.
Został zwolniony ze służby w MSZ, a później aresztowany w związku ze sprawą bp. Czesława Kaczmarka. Był torturowany przez UB, w 1953 skazany na karę 12 lat pozbawienia wolności, po amnestii w 1956 zwolniony z odbywania kary. Po odzyskaniu wolności był ciężko chory, zmarł wkrótce potem 22 lutego 1957 (według jednej z wersji popełnił samobójstwo).
Od 29 września 1934 był mężem Genowefy Rawicz-Rusieckiej.
Spoczywa, razem z żoną, na Cmentarzu Wojskowym na Powązkach (kwatera A30-4-26).

## Publikacje
- Autorytatywne państwo korporacyjne Mussoliniego (1938)[19]

## Ordery i odznaczenia
- Krzyż Kawalerski Orderu Odrodzenia Polski (19 lipca 1946)[20]
- Złoty Krzyż Zasługi[17]
- Brązowy Medal za Długoletnią Służbę[17]
- Krzyż Komandorski Orderu Korony Włoch (Włochy, 1938)[21]